# Енджела Картер
Енджела Олів Стокер, у шлюбі Картер (англ. Angela Carter, Angela Olive Stalker; 7 травня 1940, Істборн, Східний Сассекс — 16 лютого 1992, Лондон) — британська феміністська письменниця (романи, сценарії, переклади), мовознавиця, журналістка. У 2008 році посіла 10 місце в рейтингу Таймс «50 найкращих англійських письменників з 1945 року».

## Біографія і творчість
Вивчала англійську літературу в Брістольському університеті. Як і батько, займалася журналістикою. У 1960 році одружилася з Полом Картером і взяла його прізвище. У 1972 році розлучилася. 
У 1969 році отримала премію Сомерсета Моема, яку використовувала, щоб переїхати в Токіо, де жила до 1971 року. Подорожувала США, Азією і Європою. Побіжно говорила французькою і німецькою. В кінці 1970-х і в 1980-х роках читала лекції в різних університетах, зокрема, в англійському Шеффілдському університеті, Браунівському університеті в Провіденсі та австралійському університеті Аделаїди. У 1977 році одружилася з Марком Пірсои, народила сина.
Написала романи з елементами фантастики (передовсім готичної та постапокаліптичної): «Чарівна крамниця іграшок» (1967, екранізований 1987), «Окремі враження» (1968, премія Сомерсета Моема), «Герої та лиходії» (1969), «Любов» (1971), «Пекельні машини бажань доктора Гофмана» (1972), «Кривава кімната» (1979), «Ночі в цирку» (1984), «Чорна Венера» (1985), «Розумні діти» (1991).
Писала радіоп'єси (в тому числі про Річарда Дадді, Рональда Фербенке) і кіносценарії (по одному з них поставлений фільм Ніла Джордана «У компанії вовків», 1984), книги для дітей, публікувала переклади і обробки чарівних казок, есе, розвиваючі ідеї фемінізму («Жінка по маркізу де Саду і ідеологія порнографії», 1978; «Нічого святого», 1982).
У 51 рік померла від раку легенів у своєму будинку в Лондоні.